# Thomas Kay
Thomas Kay –conocido como Tom Kay– (Londres, 22 de mayo de 1969) es un deportista británico que compitió en remo. Ganó cinco medallas en el Campeonato Mundial de Remo entre los años 1990 y 2003.

## Palmarés internacional
| Campeonato Mundial | Campeonato Mundial            | Campeonato Mundial | Campeonato Mundial        |
| Año                | Lugar                         | Medalla            | Prueba                    |
| ------------------ | ----------------------------- | ------------------ | ------------------------- |
| 1990               | Tasmania (Australia)          | Medalla de bronce  | Ocho con timonel ligero   |
| 1991               | Viena (Austria)               | Medalla de oro     | Cuatro sin timonel ligero |
| 1992               | Montreal (Canadá)             | Medalla de oro     | Cuatro sin timonel ligero |
| 1994               | Indianápolis (Estados Unidos) | Medalla de oro     | Ocho con timonel ligero   |
| 2003               | Milán (Italia)                | Medalla de plata   | Scull individual ligero   |